# 金丸慎太郎
金丸 慎太郎（かなまる しんたろう、1988年10月27日 - ）は、日本の俳優。愛媛県出身。京都を拠点に活動する劇団「ヨーロッパ企画」に所属。

## 人物・エピソード
明治大学卒業。高校2年生の時に学園祭でコントを作・演出したことが演劇を始めたきっかけ。
2008年、劇団「贅沢な妥協策」を旗揚げし、主宰を務める。2010年には劇団「国道五十八号戦線」に入団。この2劇団は既に解散している。
2012年、客演として出演していたロロ「LOVE02」の京都公演後の飲み会でヨーロッパ企画の上田誠と出会う。初対面であったにもかかわらず、2人で朝9時頃まで飲み明かした。2014年、上田からの誘いでヨーロッパ企画第33回公演「ビルのゲーツ」に出演する。その後、ヨーロッパ企画の本公演や番組に度々出演する。2024年12月、劇団員としての入団を発表。ヨーロッパ企画所属となる。
好きな芸能人は長瀬智也。
好きな小説家は山田詠美。中でも「風味絶佳」が好きで、1年に1度は目を通すという。
ヨーロッパ企画の公式ブログ「ヨーロッパ日記」参加時には独特の言葉選びと文体がファンの間で人気を博した。中学生の頃、誕生日プレゼントに広辞苑を買ってもらい2、3年かけて読破した経験がある。

## 出演

### 映画
- ラブ&ピース（2015年6月27日公開）

### テレビドラマ
- 生ドラ!東京は24時（2022年3月31日、フジテレビ）- 河原 役
- ノンレムの窓 第3話「カスタマイズ」（2022年4月5日、日本テレビ）

### テレビ番組
- 所さんの目がテン!（日本テレビ） -  瞬間ハンター → 林業ボーイズ
- ヨーロッパ企画の暗い旅（KBS京都）

| #131 | ドローンドラマを撮る旅                   | 2016年8月6日  |
| #134 | リアルツッコマニアで金丸の調子を整える旅 | 2016年9月17日 |
| #142 | 不思議バインダー２の旅                   | 2017年1月21日 |
| #150 | 授賞式で寸劇を披露する旅                 | 2017年5月13日 |
| #151 | フリースタイルまじでダンジョンの旅       | 2017年5月27日 |
| #160 | 怪談を止めないでほしい旅                 | 2017年10月7日 |
| #168 | 中川さんをＶＲで怖がらせる旅（VTR出演）  | 2018年2月3日  |
| #208 | 金丸と亀島の調子を整える旅               | 2019年8月17日 |
| #209 | マネーをおごる虎２の旅                   | 2019年8月31日 |
| #211 | ヨーロッパハウスの壁を塗りなおす旅       | 2019年9月28日 |
| #226 | 100人でだし巻きを食べる旅・前編          | 2020年4月25日 |
| #227 | 100人でだし巻きを食べる旅・後編          | 2020年5月9日  |
| #228 | 金丸の調子をリモートで整える旅           | 2020年5月23日 |
| #255 | いけずかるたの旅                         | 2021年6月12日 |
| #271 | ワンナイト金丸フィーバーの旅             | 2022年1月22日 |
| #274 | コールドスリープ装置を捨てる旅           | 2022年3月5日  |
| #289 | ワンナイト金丸フィーバーリベンジの旅     | 2022年10月1日 |
| #304 | 不良伝説を止めないでほしい旅             | 2023年4月29日 |

### Webドラマ
- U.F.O.たべタイムリープ（2020年7月14日）- 後輩店員 役[7]

### 舞台
- 贅沢な妥協策「終点、ワタクシゴトになります。」（2008年5月 - 6月）
- 贅沢な妥協策「絶対感度SPIN」（2008年10月）
- 贅沢な妥協策「巨人は熟睡中」（2009年8月）
- 国道五十八号戦線「バベルノトウ」（2010年1月）
- 花ざかりのオレたちです。「三五大切」（2010年3月）
- Mrs.fictions「15 Minutes Made Volume8」（2010年4月 - 5月）
- 北京蝶々「アンゲーテッドコミュニティ」（2010年5月）
- プロジェクトあまうめ「よせあつめフェスタ」（2010年6月）
- 範宙遊泳「ラクダ」（2010年7月）
- TOKYO PLAYERS COLLECTION「パーティーが始まる」（2010年8月）
- スミカ「のるもの案内」（2010年8月）
- 国分寺大人倶楽部「ストロベリー」（2010年9月）
- 劇団競泳水着「りんごりらっぱんつ」（2010年11月）
- ギグル「アレルギー」（2011年1月）
- The Globe Tokyo Project「TRAVELLING」（2011年3月）
- 箱庭円舞曲「珍しい凡人」（2011年5月）
- 範宙遊泳「うさ子のいえ」（2011年6月）
- キリンバズウカ「マッチ・アップ・ポンプ」（2011年8月）
- 夏葉亭一門「夏葉亭一門会vol.3」（2011年12月）
- 国分寺大人倶楽部「ハローワーク」（2012年2月）
- カトリ企画UR「文化系体育会」（2012年3月 - 4月）
- 風琴工房「記憶、或いは辺境」（2012年6月 - 7月）
- ビルヂング「ビル風の吹く夏の盆」（2012年8月）
- ロロ「LOVE02」（2012年10月）
- Straw&Berry「マリア」（2013年4月）
- 風琴工房「hedge」（2013年9月）
- 風琴工房「proof -証明-」（2014年5月 - 6月）
- ヨーロッパ企画「ビルのゲーツ」（2014年8月 - 10月）
- 風琴工房「penalty killing」（2015年2月）
- ITOH COMPANYプレゼンツ「サヨナラサイキックオーケストラ」（2015年11月）
- ヨーロッパ企画「来てけつかるべき新世界」（2016年9月 - 11月）
- ヨーロッパ企画「出てこようとしているトロンプルイユ」（2017年9月 - 12月）
- ヨーロッパ企画「ギョエー！ 旧校舎の77不思議」（2019年8月 - 10月）
- 夜は短し歩けよ乙女（2021年6月）
- ヨーロッパ企画「九十九龍城」（2021年12月 - 2022年2月）
- ヨーロッパ企画「あんなに優しかったゴーレム」（2022年9月 - 11月）
- ヨーロッパ企画「切り裂かないけど攫いはするジャック」（2023年9月 - 11月）
- ヨーロッパ企画「来てけつかるべき新世界」（2024年8月 - 11月）[8]
- ヨーロッパ企画「WHO CARES -大歳を王とし 三択クイズロワイヤル ザ・ステージ-」（2025年7月 - 8月〈予定〉）[9]
- ヨーロッパ企画「インターネ島エクスプローラー（仮）」（2025年12月 - 2026年3月〈予定〉）[10]